# Dendrobias
Dendrobias es un género de escarabajos longicornios.

## Especies
- Dendrobias mandibularis (Dupont, 1834)
- Dendrobias maxillosus (Dupont, 1834)
- Dendrobias steinhauseni Hüdepohl, 1987